# Mikhaïl Pokrovski
Pour les articles homonymes, voir Pokrovski.
Mikhaïl Nikolaïevitch Pokrovski (en russe : Михаил Николаевич Покровский), né le 17 août 1868 (29 août dans le calendrier grégorien) à Moscou et mort le 10 avril 1932 à Moscou, est un historien russe, premier savant soviétique à avoir tenté une approche exclusivement marxiste de l'histoire de la Russie. 

## Biographie
Fils d'un conseiller d’État, Mikhaïl Pokrovski naît à Moscou. En 1887, il finit son cursus d'études secondaires avec une médaille d'or, équivalent russe de la mention très bien. Il poursuit ses études à la faculté d'histoire et de philologie de l'université de Moscou où ses professeurs sont Vassili Klioutchevski et Paul Vinogradoff, et dont il est diplômé en 1891. Lors de ses années étudiantes il participe à la rédaction du mensuel Rousskaïa mysl (Русская мысль) fondé par Vykol Lavrov, qui véhicule les idées constitutionnalistes et précède l'apparition du parti constitutionnel démocratique.
En novembre 1905 il est membre du comité de rédaction du journal Borba.
Il joua un rôle de premier plan dans la réorganisation de l'enseignement de la jeune Union soviétique. Vers la fin de sa vie, ses conceptions de l'histoire furent remises en question par le pouvoir qui lui reprochait essentiellement de ne pas accorder assez d'importance au rôle de l'État dans le développement historique. L'autocritique à laquelle il se livra ne l'empêcha pas de tomber en disgrâce et c'est sans doute à une mort prématurée qu'il dut d'échapper aux purges staliniennes. Vouée aux gémonies sous Staline, condamné en 1937 ainsi que toute l'école historique du matérialisme économique par Sergueï Bakhrouchine, sa vision de l'histoire fut quelque peu réhabilitée à partir des années 1960. Toutefois, il eut droit aux funérailles impressionnantes, avec les éloges funèbres prononcés par Viatcheslav Molotov, Valerian Kouïbychev et Staline lui-même. Il est inhumé dans la nécropole du mur du Kremlin.
Son nom fut donné à l'Institut pédagogique de Léningrad qui en 1957 a fusionné avec l'Université Herzen.